# Michał Węsławski
Michał Węsławski (ur. 17 września 1849 w Giegranach w powiecie Telszewskim na Litwie, zm. 22 sierpnia 1917 w Wilnie) – polski adwokat, prezydent Wilna, poseł do II Dumy Państwowej.

## Życiorys
Urodził się w rodzinnym majątku Giegrany jako drugi syn Antoniego i Kazimiery z Gadonów. Studiował prawo w Moskwie a następnie na Imperatorskim Uniwersytecie w Petersburgu. Po odbyciu aplikacji został mianowany sędzią śledczym I rewiru miasta Kiszyniowa. W 1880 rozpoczął pracę adwokacką w Petersburgu a od roku 1883 w Wilnie.
Od roku 1888 angażuje się wraz z młodszym bratem Witoldem (ojcem Stanisława Węsławskiego późniejszego konspiracyjnego prezydenta Wilna) w tworzenie struktur tajnego szkolnictwa polskiego. Brał udział w pracach wszystkich instytucji polskich. Wybrany na radnego a w latach 1905-1916 trzykrotnie na prezydenta miasta. Do jego zasług dla Wilna zaliczyć należy próba wdrożenia projektu tzw. "europeizacji" miasta. Z szerokiego planu dużych zmian w infrastrukturze, do wybuchu I wojny światowej udało się rozpocząć budowę wodociągów i kanalizacji, która kontynuowana była w dwudziestoleciu międzywojennym. W 1906 wybrano go posłem do drugiej Dumy Państwowej gdzie pełnił funkcję Prezesa Koła Litwy i Rusi. Zmarł na atak serca 22 sierpnia 1917 roku w Wilnie.